# Nasso

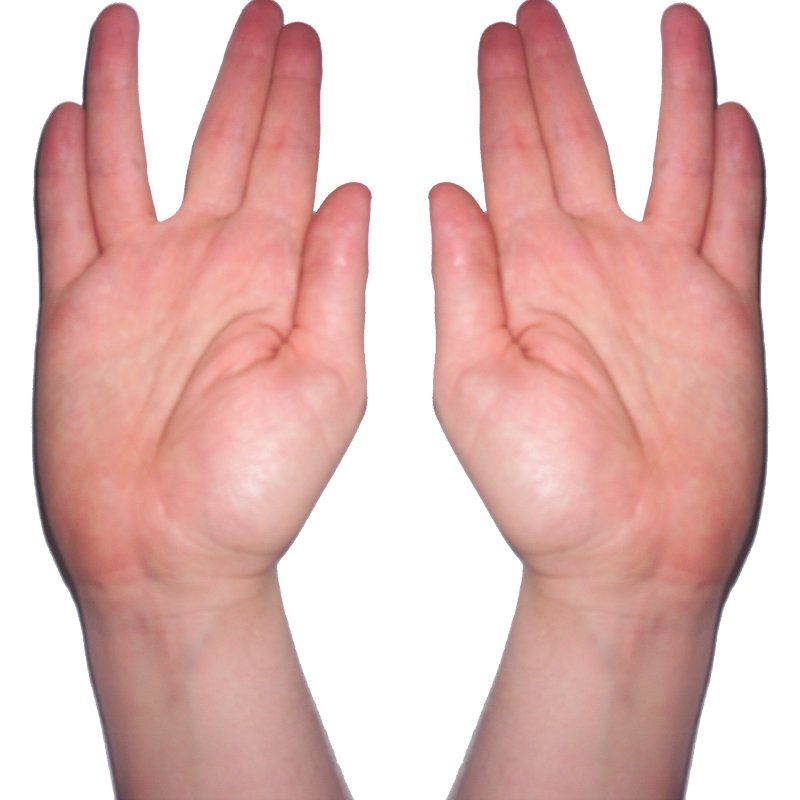
Finger- und Handstellung beim Priestersegen

Nasso oder Naso (Biblisches Hebräisch נָשֹׂא ‚Erhebe!‘ [die Zahl]) bezeichnet einen Leseabschnitt (Parascha oder Sidra genannt) der Tora und umfasst den Text Numeri/Bemidbar 4,21–7,89 (4,21-49 ; 5 ; 6 ; 7  – ELB-Links: 4,21-49 ; 5 ; 6 ; 7 ).
Es handelt sich um die Sidra des 1. oder 2. Schabbats im Monat Siwan.

## Wesentlicher Inhalt
- Zählung der wehrfähigen Männer von 30 bis 50 Jahren in den Familien Gerson und Merari.
- Zuweisung der von ihnen zu tragenden Geräte und Teile des Heiligtums
- Ausweisung der Aussätzigen, Flussbehafteten und der an einem Leichnam Verunreinigten aus dem Lager
- Veruntreuung eines Gegenstandes ist zu sühnen durch Rückgabe unter Hinzufügung eines Fünftels des Gegenstandswertes sowie Darbringung eines Widders als Schuldopfer.
- Eifersuchtsordal: Die des Ehebruchs verdächtigte Frau soll durch Trinken „fluchbringenden Wassers“ ihre Unschuld erweisen (sie ist unschuldig, wenn danach keine krankhafte Veränderung an ihrem Körper sichtbar wird).
- Das Nasiräer-Gelübde
- Der von Aaron und seinen Söhnen zu sprechende Priestersegen (hebräisch בִּרְכַּת כֹּהֲנִים birkat kohanim)
- Die Opfergaben der 12 Stammesfürsten bei der Einweihung des Stiftszeltes

## Haftara
Die zugehörige Haftara ist Richter 13,2–25  .